# Campeonato Argentino de Básquet 2017
La edición 2017 del Campeonato Argentino de Selecciones fue la octogésima tercera edición de esta competencia nacional de mayores. Se inició el 24 de julio con el partido inaugural entre el local Neuquén, que se enfrentó al seleccionado de La Rioja.

## Modo de disputa
El torneo estuvo dividido en tres fases, la fase de grupos, donde participaron todos los equipos clasificados, la fase permanencia, donde participaron los cuatro equipos con peor clasificación de la anterior etapa, y la fase campeonato, donde participaron ocho equipos clasificados de la anterior etapa.

### Fase de grupos
Los doce equipos se dividieron mediante sorteo en tres grupos de cuatro equipos cada uno. Los dos mejores de cada grupo, más los dos mejores terceros avanzaron a la fase campeonato.
- Grupo A: 24, 25 y 26 de julio, en el Estadio Ruca Che, Neuquén.
- Grupo B: 24, 25 y 26 de julio, en el Gimnasio Municipal Cutral Có, Cutral Có-Plaza Huincul.
- Grupo C: 24, 25 y 26 de julio, en el Estadio "El Templo", Plottier.

### Fase permanencia
El tercero del grupo restante y los tres equipos ubicados en la cuarta posición de cada grupo se reordenaron del 9.º al 12.º (siendo el tercero de grupo el 9.º) donde jugaron el 9.º contra el 12.º y el 10.º contra el 11.º. Los perdedores de cada cruce descendieron al "Campeonato Promocional".

### Fase campeonato
Clasificaron a esta Fase los ubicados en la primera y segunda posición de cada grupo más los dos mejores terceros entre todos los grupos. Estos ocho equipos jugaron cuartos de final, semifinal y final. Los primeros de cada grupo se reordenaron del 1.º al 3.º; los segundos lo hicieron del 4.º al 6.º y los dos mejores terceros se ubicaron 7.º y 8.º respectivamente. De esta manera jugaron el 1.º contra el 8.º y así sucesivamente. Los perdedores finalizaron su participación.
- Cuartos de final: 27 de julio, en el Estadio "El Templo", Plottier y en el Estadio Ruca Che, Neuquén.
- Semifinal: 28 de julio, en el Estadio Ruca Che, Neuquén.
- Final: 29 de julio, en el Estadio Ruca Che, Neuquén.

## Equipos participantes
Respecto a la edición pasada, los seleccionados que descendieron fueron reemplazados por el 1.º del "Promocional Norte" y el 1.º del "Promocional Sur", Formosa y Mendoza respectivamente. El sorteo de fase de grupos se realizó el 12 de julio.
| Grupo A    | Grupo B             | Grupo C      |
| ---------- | ------------------- | ------------ |
| Tucumán    | Santa Fe            | Córdoba      |
| Neuquén    | Mendoza             | Buenos Aires |
| Corrientes | Entre Ríos          | Formosa      |
| La Rioja   | Santiago del Estero | Chaco        |

## Fase de grupos

### Grupo A
| Equipo     | Pts | PJ | PG | PP | PF  | PC  | Dif  |
| ---------- | --- | -- | -- | -- | --- | --- | ---- |
| Tucumán    | 6   | 3  | 3  | 0  | 255 | 194 | 61   |
| Neuquén    | 5   | 3  | 2  | 1  | 268 | 200 | 68   |
| Corrientes | 4   | 3  | 1  | 2  | 242 | 252 | -10  |
| La Rioja   | 3   | 3  | 0  | 3  | 172 | 280 | -108 |

|  |                                    |
|  | Clasificados a la fase campeonato. |
|  | Clasificado como mejor tercero.    |
|  | Clasificado a la fase permanencia. |

| 24 de julio, 19:00 | Neuquén                                         | 93–44                | La Rioja                                             | Neuquén                    |  |
|                    | Parciales: 20-07, 22-20, 25-07, 26-10           |                      |                                                      |                            |  |
|                    | Estadísticas A. Pérez 13 C. Paredes 5 J. Ruíz 3 | Reporte Pts Reb Asts | Estadísticas 12 M. Vergara 5 S. Morales 1 M. Vergara | Pabellón: Estadio Ruca Che |  |

| 24 de julio, 21:30 | Tucumán                                            | 84–60                | Corrientes                                            | Neuquén                    |  |
|                    | Parciales: 19-24, 22-10, 24-09, 19-17              |                      |                                                       |                            |  |
|                    | Estadísticas P. Aranda 11 P. Aranda 6 L. Vildoza 5 | Reporte Pts Reb Asts | Estadísticas 16 D. Peruchena 9 E. Torne 3 G. González | Pabellón: Estadio Ruca Che |  |

| 25 de julio, 19:00 | La Rioja                                             | 57–89                | Tucumán                                            | Neuquén                    |  |
|                    | Parciales: 18-26, 11-20, 16-26, 12-17                |                      |                                                    |                            |  |
|                    | Estadísticas M. Vergara 12 S. Morales 5 M. Vergara 1 | Reporte Pts Reb Asts | Estadísticas 11 P. Aranda 6 P. Aranda 5 L. Vildoza | Pabellón: Estadio Ruca Che |  |

| 25 de julio, 21:30 | Corrientes                                            | 84–97                | Neuquén                                         | Neuquén                    |  |
|                    | Parciales: 23-19, 19-22, 21-32, 21-24                 |                      |                                                 |                            |  |
|                    | Estadísticas D. Peruchena 16 E. Torne 9 G. Gonzaléz 3 | Reporte Pts Reb Asts | Estadísticas 13 A. Pérez 5 C. Paredes 3 J. Ruíz | Pabellón: Estadio Ruca Che |  |

| 26 de julio, 19:00 | Corrientes                                            | 98–71                | La Rioja                                             | Neuquén                    |  |
|                    | Parciales: 21-13, 28-21, 21-27, 28-20                 |                      |                                                      |                            |  |
|                    | Estadísticas D. Peruchena 16 E. Torne 9 G. Gonzaléz 3 | Reporte Pts Reb Asts | Estadísticas 12 M. Vergara 5 S. Morales 1 M. Vergara | Pabellón: Estadio Ruca Che |  |

| 26 de julio, 21:30 | Neuquén                                         | 77–82                | Tucumán                                            | Neuquén                    |  |
|                    | Parciales: 15-23, 26-18, 21-25, 15-16           |                      |                                                    |                            |  |
|                    | Estadísticas A. Pérez 13 C. Paredes 5 J. Ruíz 3 | Reporte Pts Reb Asts | Estadísticas 11 P. Aranda 6 P. Aranda 5 L. Vildoza | Pabellón: Estadio Ruca Che |  |

### Grupo B
| Equipo              | Pts | PJ | PG | PP | PF  | PC  | Dif |
| ------------------- | --- | -- | -- | -- | --- | --- | --- |
| Santa Fe            | 6   | 3  | 3  | 0  | 232 | 199 | 33  |
| Mendoza             | 5   | 3  | 2  | 1  | 209 | 203 | 6   |
| Entre Ríos          | 4   | 3  | 1  | 2  | 223 | 246 | -23 |
| Santiago del Estero | 3   | 3  | 0  | 3  | 230 | 246 | -16 |

|  |                                    |
|  | Clasificados a la fase campeonato. |
|  | Clasificado a la fase permanencia. |

| 24 de julio, 16:30 | Santiago del Estero                                | 84–92                | Entre Ríos                                               | Cutral Có-Plaza Huincul                   |  |
|                    | Parciales: 18-17, 24-17, 20-33, 22-25              |                      |                                                          |                                           |  |
|                    | Estadísticas A. Martinéz 12 I. Luna 5 J. Montero 1 | Reporte Pts Reb Asts | Estadísticas 16 R. Rodriguéz 6 R. Rodriguéz 3 A. Richard | Pabellón: Gimnasio Municipal de Cutral Có |  |

| 24 de julio, 21:30 | Santa Fe                                          | 63–62                | Mendoza                                             | Cutral Có-Plaza Huincul                   |  |
|                    | Parciales: 12-11, 15-10, 15-22, 21-19             |                      |                                                     |                                           |  |
|                    | Estadísticas G. García 12 J. Sacco 6 S. Mignani 3 | Reporte Pts Reb Asts | Estadísticas 13 A. Trejo 10 A. Trejo 3 R. Lavezzari | Pabellón: Gimnasio Municipal de Cutral Có |  |

| 25 de julio, 19:00 | Mendoza                                             | 73–71                | Santiago del Estero                                | Cutral Có-Plaza Huincul                   |  |
|                    | Parciales: 19-16, 18-17, 18-22, 18-16               |                      |                                                    |                                           |  |
|                    | Estadísticas A. Trejo 13 A. Trejo 10 R. Lavezzari 3 | Reporte Pts Reb Asts | Estadísticas 12 A. Martinéz 5 I. Luna 1 J. Montero | Pabellón: Gimnasio Municipal de Cutral Có |  |

| 25 de julio, 21:30 | Entre Ríos                                               | 62–88                | Santa Fe                                          | Cutral Có-Plaza Huincul                   |  |
|                    | Parciales: 16-17, 16-29, 18-27, 12-15                    |                      |                                                   |                                           |  |
|                    | Estadísticas R. Rodriguéz 16 R. Rodriguéz 6 A. Richard 3 | Reporte Pts Reb Asts | Estadísticas 12 G. García 6 J. Sacco 3 S. Mignani | Pabellón: Gimnasio Municipal de Cutral Có |  |

| 26 de julio, 19:00 | Mendoza                                             | 74–69                | Entre Ríos                                               | Cutral Có-Plaza Huincul                   |  |
|                    | Parciales: 16-20, 17-18, 20-18, 21-13               |                      |                                                          |                                           |  |
|                    | Estadísticas A. Trejo 13 A. Trejo 10 R. Lavezzari 3 | Reporte Pts Reb Asts | Estadísticas 16 R. Rodriguéz 6 R. Rodriguéz 3 A. Richard | Pabellón: Gimnasio Municipal de Cutral Có |  |

| 26 de julio, 21:30 | Santa Fe                                          | 81–75                | Santiago del Estero                                | Cutral Có-Plaza Huincul                   |  |
|                    | Parciales: 20-15, 14-23, 26-20, 21-17             |                      |                                                    |                                           |  |
|                    | Estadísticas G. García 12 J. Sacco 6 S. Mignani 3 | Reporte Pts Reb Asts | Estadísticas 12 A. Martinéz 5 I. Luna 1 J. Montero | Pabellón: Gimnasio Municipal de Cutral Có |  |

### Grupo C
| Equipo       | Pts | PJ | PG | PP | PF  | PC  | Dif |
| ------------ | --- | -- | -- | -- | --- | --- | --- |
| Córdoba      | 6   | 3  | 3  | 0  | 247 | 199 | 48  |
| Buenos Aires | 4   | 3  | 1  | 2  | 210 | 209 | 1   |
| Formosa      | 4   | 3  | 1  | 2  | 227 | 243 | -16 |
| Chaco        | 4   | 3  | 1  | 2  | 240 | 253 | -13 |

|  |                                           |
|  | Clasificados a la fase campeonato.        |
|  | Clasificado como mejor tercero.           |
|  | Clasificado a la fase por la permanencia. |

| 24 de julio, 19:00 | Chaco                                                  | 76–82                | Cordoba                                              | Plottier                    |  |
|                    | Parciales: 17-19, 11-22, 20-18, 28-23                  |                      |                                                      |                             |  |
|                    | Estadísticas M. Martinéz 12 G. Frencía 6 M. Martinéz 2 | Reporte Pts Reb Asts | Estadísticas 11 M. Bortolin 5 M. Bortolin 2 S. Arase | Pabellón: Estadio El Templo |  |

| 24 de julio, 21:00 | Buenos Aires                                        | 76–67                | Formosa                                            | Plottier                    |  |
|                    | Parciales: 19-16, 12-10, 18-14, 27-27               |                      |                                                    |                             |  |
|                    | Estadísticas L. Chávez 13 P. Alderete 7 L. Chávez 1 | Reporte Pts Reb Asts | Estadísticas 18 J. Cáceres 8 J. Cáceres 3 M. Gómez | Pabellón: Estadio El Templo |  |

| 25 de julio, 19:00 | Formosa                                            | 94–83                | Chaco                                                  | Plottier                    |  |
|                    | Parciales: 30-15, 22-25, 17-22, 25-21              |                      |                                                        |                             |  |
|                    | Estadísticas J. Cáceres 18 J. Cáceres 8 M. Gómez 3 | Reporte Pts Reb Asts | Estadísticas 12 M. Martinéz 6 G. Frencía 2 M. Martínez | Pabellón: Estadio El Templo |  |

| 25 de julio, 21:30 | Cordoba                                              | 81–57                | Buenos Aires                                        | Plottier                    |  |
|                    | Parciales: 19-11, 19-16, 30-14, 13-16                |                      |                                                     |                             |  |
|                    | Estadísticas M. Bortolin 11 M. Bortolin 5 S. Arase 2 | Reporte Pts Reb Asts | Estadísticas 13 L. Chávez 7 P. Alderete 1 L. Chávez | Pabellón: Estadio El Templo |  |

| 26 de julio, 19:00 | Formosa                                              | 66–84                | Cordoba                                            | Plottier                    |  |
|                    | Parciales: 15-26, 17-17, 13-16, 21-25                |                      |                                                    |                             |  |
|                    | Estadísticas M. Bortolin 11 M. Bortolin 5 S. Arase 2 | Reporte Pts Reb Asts | Estadísticas 18 J. Cáceres 8 J. Cáceres 3 M. Gómez | Pabellón: Estadio El Templo |  |

| 26 de julio, 21:30 | Buenos Aires                                        | 77–81                | Chaco                                                  | Plottier                    |  |
|                    | Parciales: 12-22, 21-18, 17-14, 27-27               |                      |                                                        |                             |  |
|                    | Estadísticas L. Chávez 13 P. Alderete 7 L. Chávez 1 | Reporte Pts Reb Asts | Estadísticas 12 M. Martinéz 6 G. Frencía 2 M. Martínez | Pabellón: Estadio El Templo |  |

## Tabla de posiciones
| Equipo | Equipo              | Pts | PJ | PG | PP | Dif  |
| ------ | ------------------- | --- | -- | -- | -- | ---- |
| 1.º    | Tucumán             | 6   | 3  | 3  | 0  | 61   |
| 2.º    | Córdoba             | 6   | 3  | 3  | 0  | 48   |
| 3.º    | Santa Fe            | 6   | 3  | 3  | 0  | 33   |
| 4.º    | Neuquén             | 5   | 3  | 2  | 1  | 68   |
| 5.º    | Mendoza             | 5   | 3  | 2  | 1  | 6    |
| 6.º    | Buenos Aires        | 4   | 3  | 1  | 2  | 1    |
| 7.º    | Corrientes          | 4   | 3  | 1  | 2  | -10  |
| 8.º    | Formosa             | 4   | 3  | 1  | 2  | -16  |
| 9.º    | Chaco               | 4   | 3  | 1  | 2  | -13  |
| 10.º   | Entre Ríos          | 4   | 3  | 1  | 2  | -23  |
| 11.º   | Santiago del Estero | 3   | 3  | 0  | 3  | -16  |
| 12.º   | La Rioja            | 3   | 3  | 0  | 3  | -108 |

|  |                                           |
|  | Clasificados a la fase campeonato.        |
|  | Clasificado como mejor tercero.           |
|  | Clasificado a la fase por la permanencia. |

## Fase permanencia
La fase permanencia, se disputó el 27 de julio en el Gimnasio Municipal de Cutral-Có, en la ciudad de Cutral Có-Plaza Huincul, provincia de Neuquén. Los seleccionados de la provincia de Santiago del Estero y La Rioja descendieron al promocional.
| 27 de julio, 19:00 | Chaco                                                  | 78–64                | Santiago del Estero                                | Cutral Có-Plaza Huincul                   |  |
|                    | Parciales: 14-25, 14-14, 19-16, 21-09                  |                      |                                                    |                                           |  |
|                    | Estadísticas M. Martinéz 12 G. Frencia 6 M. Martinéz 2 | Reporte Pts Reb Asts | Estadísticas 12 A. Martinéz 5 I. Luna 2 M. Coronel | Pabellón: Gimnasio Municipal de Cutral Có |  |

| 27 de julio, 21:30 | Entre Ríos                                               | 84–52                | La Rioja                                             | Cutral Có-Plaza Huincul                   |  |
|                    | Parciales: 22-14, 20-15, 19-17, 23-06                    |                      |                                                      |                                           |  |
|                    | Estadísticas R. Rodriguéz 16 R. Rodriguéz 6 A. Richard 3 | Reporte Pts Reb Asts | Estadísticas 12 M. Vergara 5 S. Morales 1 M. Vergara | Pabellón: Gimnasio Municipal de Cutral Có |  |

## Fase campeonato
Esta etapa final concentró a los ocho mejores de los 3 grupos que integraron la fase de grupos de esta edición del torneo. La sede donde se llevó a cabo fue el Estadio "El Templo" de la ciudad de Plottier, el cual albergó los cruces de cuartos de final y el Estadio Ruca Che de la ciudad de Neuquén donde se disputó las semifinales y la final los días 28 y 29 de julio.
El campeón de esta edición fue el seleccionado de la provincia de Neuquén, que ganó de esta manera su segundo título en la historia de esta competencia nacional de mayores.
El MVP del certamen fue Julián Ruíz de Neuquén quien en el partido final anotó 22 puntos y realizó 3 asistencias.
|  | Cuartos de final | Cuartos de final | Cuartos de final |            |     | Semifinal | Semifinal | Semifinal |  |     | Final    | Final | Final |  |
|  |                  |                  |                  |            |     |           |           |           |  |     |          |       |       |  |
|  |                  |                  |                  |            |     |           |           |           |  |     |          |       |       |  |
|  | 1.º              | Tucumán          | 85               |            |     |           |           |           |  |     |          |       |       |  |
|  | 1.º              | Tucumán          | 85               |            |     |           |           |           |  |     |          |       |       |  |
|  | 8.º              | Formosa          | 63               |            |     |           |           |           |  |     |          |       |       |  |
|  | 8.º              | Formosa          | 63               |            | 1.º | Tucumán   | 89        |           |  |     |          |       |       |  |
|  |                  |                  |                  |            | 1.º | Tucumán   | 89        |           |  |     |          |       |       |  |
|  |                  |                  | 4.º              | Neuquén    | 100 |           |           |           |  |     |          |       |       |  |
|  | 4.º              | Neuquén          | 4.º              | Neuquén    | 100 | 78        |           |           |  |     |          |       |       |  |
|  | 4.º              | Neuquén          |                  |            |     |           |           |           |  |     |          |       |       |  |
|  | 5.º              | Mendoza          | 68               |            |     |           |           |           |  |     |          |       |       |  |
|  | 5.º              | Mendoza          | 68               |            |     |           |           |           |  | 3.º | Santa Fe | 81    |       |  |
|  |                  |                  |                  |            |     |           |           |           |  | 3.º | Santa Fe | 81    |       |  |
|  |                  |                  | 4.º              | Neuquén    | 95  |           |           |           |  |     |          |       |       |  |
|  | 2.º              | Córdoba          | 4.º              | Neuquén    | 95  | 67        |           |           |  |     |          |       |       |  |
|  | 2.º              | Córdoba          |                  |            |     |           |           |           |  |     |          |       |       |  |
|  | 7.º              | Corrientes       | 91               |            |     |           |           |           |  |     |          |       |       |  |
|  | 7.º              | Corrientes       | 91               |            | 3.º | Santa Fe  | 93        |           |  |     |          |       |       |  |
|  |                  |                  |                  |            | 3.º | Santa Fe  | 93        |           |  |     |          |       |       |  |
|  |                  |                  | 7.º              | Corrientes | 87  |           |           |           |  |     |          |       |       |  |
|  | 3.º              | Santa Fe         | 7.º              | Corrientes | 87  | 89        |           |           |  |     |          |       |       |  |
|  | 3.º              | Santa Fe         |                  |            |     |           |           |           |  |     |          |       |       |  |
|  | 6.º              | Buenos Aires     | 80               |            |     |           |           |           |  |     |          |       |       |  |
|  | 6.º              | Buenos Aires     | 80               |            |     |           |           |           |  |     |          |       |       |  |
|  |                  |                  |                  |            |     |           |           |           |  |     |          |       |       |  |

### Cuartos de final
| 27 de julio, 19:00 | Santa Fe                                          | 89–80                | Buenos Aires                                        | Neuquén                    |  |
|                    | Parciales: 22-23, 26-12, 15-23, 26-22             |                      |                                                     |                            |  |
|                    | Estadísticas G. García 12 J. Sacco 6 S. Mignani 3 | Reporte Pts Reb Asts | Estadísticas 13 L. Chávez 7 P. Alderete 1 L. Chávez | Pabellón: Estadio Ruca Che |  |

| 27 de julio, 19:00 | Tucumán                                            | 85–63                | Formosa                                            | Plottier                    |  |
|                    | Parciales: 25-18, 20-09, 20-18, 20-18              |                      |                                                    |                             |  |
|                    | Estadísticas P. Aranda 11 P. Aranda 6 L. Vildoza 5 | Reporte Pts Reb Asts | Estadísticas 18 J. Cáceres 8 J. Cáceres 3 M. Gómez | Pabellón: Estadio El Templo |  |

| 27 de julio, 21:30 | Neuquén                                         | 78–68                | Mendoza                                             | Neuquén                    |  |
|                    | Parciales: 19-14, 12-15, 17-17, 30-22           |                      |                                                     |                            |  |
|                    | Estadísticas A. Pérez 13 C. Paredes 5 J. Ruíz 3 | Reporte Pts Reb Asts | Estadísticas 13 A. Trejo 10 A. Trejo 3 R. Lavezzari | Pabellón: Estadio Ruca Che |  |

| 27 de julio, 21:30 | Córdoba                                              | 67–91                | Corrientes                                            | Plottier                    |  |
|                    | Parciales: 24-27, 13-16, 16-29, 14-19                |                      |                                                       |                             |  |
|                    | Estadísticas M. Bortolin 11 M. Bortolin 5 S. Arase 3 | Reporte Pts Reb Asts | Estadísticas 16 D. Peruchena 9 E. Torne 3 G. Gonzaléz | Pabellón: Estadio El Templo |  |

### Semifinal
| 28 de julio, 19:00 | Santa Fe                                          | 93–87                | Corrientes                                            | Neuquén                    |  |
|                    | Parciales: 18-17, 24-14, 23-23, 28-23             |                      |                                                       |                            |  |
|                    | Estadísticas G. García 12 J. Sacco 6 S. Mignani 3 | Reporte Pts Reb Asts | Estadísticas 16 D. Peruchena 9 E. Torne 3 G. Gonzaléz | Pabellón: Estadio Ruca Che |  |

| 28 de julio, 21:30 | Neuquén                                         | 100–89               | Tucumán                                            | Neuquén                    |  |
|                    | Parciales: 25-11, 32-27, 19-27, 24-23           |                      |                                                    |                            |  |
|                    | Estadísticas A. Pérez 13 C. Paredes 5 J. Ruíz 3 | Reporte Pts Reb Asts | Estadísticas 11 P. Aranda 6 P. Aranda 5 L. Vildoza | Pabellón: Estadio Ruca Che |  |

### Tercer puesto
| 29 de julio, 19:00 | Tucumán                                            | 107–70               | Corrientes                                            | Neuquén                    |  |
|                    | Parciales: 19-20, 27-13, 38-19, 23-18              |                      |                                                       |                            |  |
|                    | Estadísticas P. Aranda 11 P. Aranda 6 L. Vildoza 5 | Reporte Pts Reb Asts | Estadísticas 16 D. Peruchena 9 E. Torne 3 G. Gonzaléz | Pabellón: Estadio Ruca Che |  |

### Final
| 29 de julio, 21:30 | Santa Fe                                          | 81–95                | Neuquén                                        | Neuquén                    |  |
|                    | Parciales: 25-21, 15-30, 18-21, 23-23             |                      |                                                |                            |  |
|                    | Estadísticas G. García 12 J. Sacco 6 S. Mignani 3 | Reporte Pts Reb Asts | Estadísticas 22 J. Ruíz 6 C. Paredes 3 J. Ruíz | Pabellón: Estadio Ruca Che |  |

Provincia de Neuquén

Campeón

Segundo título

## Plantel campeón
Referencia: CABB.
- Santiago Rodriguéz
- Guillermo Saavedra
- Agustín Pérez Tapia
- Julián Fedele
- Mario David Sepúlveda
- Carlos Sepúlveda
- Sebastián Horacio Farias
- Carlos Paredes
- Julián Ruíz
- Francisco González Beratz
- Christian Leonel Boudet
- Lautaro Riego

Entrenador: Pablo Romero.